# Остров свободы (альбом)
«Остров свободы» — второй студийный альбом украинской певицы Луны. Релиз альбома состоялся 17 ноября 2017 года, в альбом вошли 8 треков. Первый сингл «Пули» вместе с клипом вышли 4 апреля. 18 июля был выпущен клип на второй сингл «Огонёк». За первые полгода клип набрал более 1 миллиона просмотров на YouTube. Клип на третий сингл «Друг» был выпущен 27 октября 2017, он был снят в тот же день, что и клип на «Огонёк». Видеоклип «Друг» был снят одним кадром. Четвёртый сингл «Free Love», а также клип на него были выпущены 7 декабря. Съемки клипа проходили в том же месте, где снимался клип на песню «Огонёк». «Остров свободы» достиг третьей строчки в альбомном чарте iTunes России.

## Список композиций
| №                   | Название            | Автор(ы)                                                                 | Длительность |
| ------------------- | ------------------- | ------------------------------------------------------------------------ | ------------ |
| 1.                  | «Free Love»         | Луна, Апельсиновый Сок, Александр Волощук, Александр Кариев, Shumno      | 3:21         |
| 2.                  | «Пули»              | Луна, Апельсиновый Сок, Александр Волощук                                | 4:26         |
| 3.                  | «Поцелуи»           | Роберт Бёрнс (перевод С.Я. Маршака), Апельсиновый Сок, Александр Волощук | 4:03         |
| 4.                  | «Jukebox»           | Мария Погребняк, Александр Волощук                                       | 4:18         |
| 5.                  | «Хулиган»           | Луна, Александр Волощук                                                  | 3:45         |
| 6.                  | «Огонёк»            | Апельсиновый Сок, Александр Волощук                                      | 4:27         |
| 7.                  | «Друг»              | Луна, Александр Волощук                                                  | 4:41         |
| 8.                  | «Не лечи»           | Луна, Апельсиновый Сок, Александр Волощук                                | 4:13         |
| Общая длительность: | Общая длительность: | Общая длительность:                                                      | 33:14        |

## Издания
| Регион  | Дата            | Лейбл      | Формат               | Каталог |
| ------- | --------------- | ---------- | -------------------- | ------- |
| Украина | 17 ноября 2017  | ЛУНА Prod. | Цифровая дистрибуция | нет     |
| Украина | 2017            | ЛУНА Prod. | CD                   | нет     |
| Россия  | 15 декабря 2017 | ЛУНА Prod. | Аудиокассета         | нет     |
| Украина | 14 февраля 2018 | ЛУНА Prod. | LP                   | нет     |